# Jesús Lalinde Abadia
Jesús Lalinde Abadia (Madrid, 13 d'abril de 1920 - Castelldefels (Barcelona), 28 de març de 2007) fou un historiador espanyol especialitzat en Dret medieval a la Corona d'Aragó.

## Biografia
Fill del periodista i mestre Luciano Lalinde i de Caritat Abadia, va estudiar Dret a Madrid. Més tard va estudiar a la Universitat de Barcelona. Deixeble de Josep Maria Font Rius, va obtenir el doctorat amb un treball dedicat al Virregnat de Catalunya. El 1959 va obtenir el Premi Internacional Menéndez Pelayo del Consell Superior d'Investigacions Científiques per la seva obra La Governació general en la Corona d'Aragó. Va guanyar per oposició la càtedra d'Història del Dret Espanyol de la Universitat de Saragossa el 2 d'abril de 1966. També ha estat catedràtic de la Universitat de La Laguna, de la Universitat de Barcelona i de la Universitat de Sant Sebastià. Casat amb Anne-Marie Jürss, té dos fills.

## Obra
Destaca internacionalment per la seva tasca com a historiador del dret espanyol i com a estudiós de les institucions de la Corona d'Aragó i del dret medieval aragonès i català.
Ha publicat articles en diverses revistes especialitzades, entre les quals destaquen Anales de Historia del Derecho Español, Cuadernos de Historia de España, Anuario de Estudios Medievales, Revista Jurídica de Catalunya i Anuario de Estudios Atlánticos; i col·labora amb l'Instituto Nacional de Estudios Jurídicos del Consell Superior d'Investigacions Científiques i el Ministeri de Justícia d'Espanya. Ha intervingut en diferents convocatòries del Congrés d'Història de la Corona d'Aragó.
Va escriure els capítols dedicats a l'ordenació política i institucional i l'expansió mediterrània de la Corona d'Aragó, de la Història d'Espanya de Ramón Menéndez Pidal i de monografies de referència sobre la història del dret espanyol i universal. La seva Iniciació històrica al dret espanyol, publicat a 1970 i posteriorment ampliat i revisat, és un dels més difosos manuals universitaris sobre aquesta matèria.
Va ingressar a 1988 a l'Acadèmia de Bones Lletres de Barcelona amb un discurs que versava sobre el poder, la repressió i la Història.
- Capítulos «La ordenación política e institucional de la Corona de Aragón» y «La expansión mediterránea de la Corona de Aragón (siglos XIII-XIV)», vol. II: El reino de Navarra. La Corona de Aragón. Portugal, en La expansión peninsular y mediterránea (c. 1212 - c. 1350), Historia de España Menéndez Pidal, tomo XIII. Libro 23. ISBN 978-84-239-4824-6.
- La dote y sus privilegios en el Derecho catalán, Barcelona, Anábasis, 1962.
- La Gobernación general en la Corona de Aragón, Madrid, CSIC, 1963.
- La institución virreinal en Cataluña, Barcelona, Instituto Español de Estudios Mediterráneos, 1964.
- Capitulaciones y donaciones matrimoniales en el Derecho Catalán, Barcelona, Cátedra Durán y Bas, 1965.
- Iniciación histórica al Derecho español, Barcelona, Ariel, 1970. Reed. ampliada en Universidad de Barcelona, 1995; revisada el 1998.
- Derecho histórico español, Barcelona, Ariel, 1974.
- Los Fueros de Aragón, Zaragoza, Librería General, 1976. (4ª ed. de 1985).
- La Corona de Aragón en el Mediterráneo Medieval (1229-1479), Zaragoza, Institución «Fernando el Católico», 1979.
- El derecho en la historia de la humanidad, Universidad de Barcelona, 1982.
- «El Derecho común en los territorios ibéricos de la Corona de Aragón», en España y Europa, un pasado jurídico común. Actas del I Simposio Internacional del Instituto de Derecho Común. Murcia 26 al 28 de marzo de 1985. Antonio Pérez Martín; Universidad de Murcia; Publicaciones del Instituto de Derecho Común, Murcia, 1986, págs. 145-178.
- Rey, Conde y Señor. El nacionalismo de los Reinos y tierras del Rey de Aragón, Barcelona, Editorial Aragó, 1988.
- «Las Cortes y Parlamentos en los Reinos y tierras del Rey de Aragón», Aragón: Historia y Cortes de un Reino. Exposición en el Palacio de la Aljafería, 23 abril - 23 junio 1991. Autores secundarios: Aragón. Zaragoza, Cortes de Aragón; Ayuntamiento de Zaragoza, 1991, págs. 89-99. ISBN 84-86807-64-6